# Braunfels
Braunfels er en  kurby og en bykommune  i landkreis Lahn-Dill-Kreis i den  tyske delstat Hessen.
Byen er især kendt for slottet Schloss Braunfels (de), der siden det  13. århundrede har været sæde for greverne af Solms.

## Geografi
Byen Braunfels ligger i den østlige del af  Hintertaunus i en højde af  240 moh., 2 km syd for Lahndalen, 10 km vest for kreisens administrationsby Wetzlar.

### Nabokommuner
Braunfels grænser  mod nordvest til byen Leun, mod nord til byen  Solms, mod øst til kommunen Schöffengrund, mod sydøst til  Waldsolms (alle i Lahn-Dill-Kreis), mod syd til kommunen Weilmünster samt mod vest til byen Weilburg og kommuinen Löhnberg (alle tre i Landkreis Limburg-Weilburg).

### Inddeling
Braunfels er inddelt i seks dele; Ud over hovedbyen  (6.505) er det, mod nordvest Tiefenbach (1.062) samt Bonbaden (1.508) og Neukirchen (615) mod sydøst. Mod syd ligger Philippstein (1.030) og Altenkirchen (768) (Indbyggertallene i parrantes er pr. 30. juni 2017).